# 白石道義
白石 道義（しろいし みちよし、1922年6月1日 - 2013年10月5日）は、日本の経営者。東京都出身。

## 経歴
1944年に中央大学法学部を卒業し、1946年に日産火災海上保険に入社。1972年6月に取締役に就任し、1976年7月に常務、1978年7月に専務を経て、同年11月には社長に就任。1981年7月に会長を経て、1984年7月に相談役に就任。
1983年11月に藍綬褒章を受章。
2013年10月5日心不全のために死去。91歳没。